# مولکوروم
مولکوروم (به هلندی: Molkwerum) یک منطقهٔ مسکونی در هلند است که در سودوست-فریسلان واقع شده‌است. مولکوروم ۳۹۰ نفر جمعیت دارد.